# Det perfekte menneske (alevisme)
 For alternative betydninger, se Det perfekte menneske. (Se også artikler, som begynder med Det perfekte menneske)
Det perfekte menneske (Arabisk: al-Insān al-Kāmil (الإنسان الكامل), Persisk: Insan-i Kamil (انسانِ كامل), Tyrkisk: İnsan-ı Kâmil eller Kâmil İnsan) er et sufistisk koncept om det højest mulige stadie et menneske kan opnå. İnsan-ı Kâmil betyder "det perfekte menneske" og er i alevismen hele formålet med menneskets eksistens. Udtrykket bruges også generelt i islam som en betegnelse for Profeten Muhammed.
Dette stadie kan opnås ved at gennemføre en spirituel rejse (seyr-u sülûk) via De Fire Døre og Fyrre Poster og derved opnå den ultimative sandhed (Hakikat).